# Deňiz Han (01)
Deňiz Han (01) je korveta námořnictva Turkmenistánu. Patří k exportnímu typu C92 tureckého konsorcia Gülhan & Dearsan. Je to první válečná loď vyzbrojená tureckým systémem blízké obrany Aselsan Gökdeniz.

## Stavba
Korveta exportního typu C92 byla vyvinuta roku 2019 založenou tureckou joint venture společností Gülhan & Dearsan (G&D). Její stavba byla objednána v srpnu 2019 na veletrhu IDEF 19. Konsorcium G&D postavilo výrobní bloky následně sestavené v turkmenské loděnici Ufra. Model korvety byl veřejnosti představen v srpnu 2021 na veletrhu International Defense Exhibition (IDEX) v Istanbulu. Korveta byla do služby přijata 11. srpna 2021 na námořní základně Turkmenbaši. Ceremoniálu se účastnil prezident Gurbanguly Berdimuhamedow.

## Konstrukce
Korveta má ocelový trup a nástavby ze slitin hliníku. Hlavňovou výzbroj tvoří 76mm kanón Leonardo Super Rapid ve věži na přídi. Doplňuje jej systém blízké obrany Aselsan Gökdeniz tvořený 35mm dvojkanónem a čtyři stanice pro zbraně menší ráže. Na přídi se nachází šestnáctinásobné vertikální vypouštěcí silo pro protiletadlové řízené střely VL MICA. Údernou výzbroj tvoří osm protilodních střel Otomat Mk.2 Block IV. Plavidlo dále nese vrhač raketových hlubinných pum ASRLS. Na zádi se nachází přistávací plocha pro vrtulník a drony. Korveta však není vybavena hangárem. Pohonný systém tvoří čtyři diesely MAN 18VP185. Nejvyšší rychlost dosahuje 26 uzlů. Dosah je 3 000 námořních mil při plavbě ekonomickou rychlostí.